# Amauroascus tropicalis
Amauroascus tropicalis är en svampart som beskrevs av Cano, Guarro & R.F. Castañeda 1996. Amauroascus tropicalis ingår i släktet Amauroascus och familjen Onygenaceae.   Inga underarter finns listade i Catalogue of Life.